# Jorge Ferrer
Pour les articles homonymes, voir Ferrer.
Ferrer  Bueno est un nom espagnol. Le premier nom de famille, en général paternel, est Ferrer ; le second, en général maternel, souvent omis, est Bueno.
Jorge Ferrer Bueno, né le 14 février 1984, est un coureur cycliste espagnol.

## Biographie
Jorge Ferrer commence à pratiquer le cyclisme dès son enfance. Il finit notamment au second rang final de la Coupe d'Espagne juniors, derrière Javier Moreno. Il délaisse ensuite le vélo en course, et s'occupera plus tard de vélos électriques pour l'entreprise espagnole QB Bikes. 
Après près de dix ans sans compétition, il recommence à courir sur le circuit amateur espagnol au sein de l'équipe Atika-Safirfruit en 2015. L'année suivante, il réalise plusieurs podiums sur route, et devient champion de la Communauté valencienne sur piste dans la discipline du scratch. 
Au début de l'année 2017, il décroche quatre titres nouveau régionaux sur piste. Le 20 juillet, il intègre l'effectif de l'équipe continentale Massi-Kuwait Project. Il dispute sa première compétition sous ses nouvelles couleurs cinq jours plus tard, à l'occasion de la Classique d'Ordizia, qu'il ne termine pas. Il se présente ensuite au départ du Circuit de Getxo, qu'il conclut à la 50e place, arrivant au sein d'un groupe à plus de 12 minutes du vainqueur Carlos Barbero. En septembre, il prend part à la cyclotouriste La Titánica, et établit le meilleur temps de l'épreuve en 4 h 40 min 36 s.

## Palmarès sur piste

### Championnats de la Communauté valencienne
- 2016
  - Champion de la Communauté valencienne du scratch
- 2017
  - Champion de la Communauté valencienne du kilomètre
  - Champion de la Communauté valencienne de poursuite
  - Champion de la Communauté valencienne du scratch
  - Champion de la Communauté valencienne de la course aux points

## Palmarès sur route
- 2002
  - 2e de la Coupe d'Espagne juniors
- 2017
  - 2e du Trofeu Joan Escolà